# نادي الملعب التونسي
الملعب التونسي  هو ناد تونسي متعدد الاختصاصات مقره باردو بتونس العاصمة أسس سنة 1948.
يعرف بالنادي الملكي لارتباطه ببايات تونس . قسم كرة القدم به يمثل أحد أهم الفرق بالعاصمة بجانب كل من النادي الإفريقي والترجي الرياضي التونسي. ينافس على لقب الرابطة التونسية المحترفة لكرة القدم في الدرجة الأولى.
يمارس النادي ميرانه ومبارياته الرسمية في نطاق البطولة أو خارجها علي أرضية ملعب الهادي النيفر في باردو بالعاصمة التونسية ولعب كذالك في ملعب الشاذلي زويتن و يمكنه استقبال عدة منافسين على ملعب رادس أو ملعب المنزه.
يلعب النادي بقميص أحمر وأخضر وتبان أبيض وهي ألوان بايات تونس الذي وضع الفريق تحت تصرفهم قبل الاستقلال سنة 1956. عرف الفريق فترته الذهبية في النصف الثاني من الخمسينات والنصف الأول من الستينات بفوزه ب4 بطولات و6 كؤوس. بقي من وقتها بدون الحصول على ألقاب محلية إلى سنة 2003، تاريخ حصوله على كأس تونس بعد فوزه على النادي الإفريقي (1-0). وقد وصل الدور النهائي لكأس تونس موسم 91-92 و خسر النهائي أمام النادي الإفريقي بنتيجة 2-1.وقد وصل الدور نصف النهائي لكأس تونس لموسم 2007-2008 وخسر أمام النجم الرياضي الساحلي بالضربات الترجيحية (5-6) بعد انتهاء المقابلة بالتعادل (2-2).وقد وصل الدور نصف النهائي لكأس تونس لموسم 2009-2010 وخسر أمام الأولمبي الباجي (1-0).

## التاريخ

### التأسيس
وفي عام 1947، تولت الرابطة الثقافية للشباب المسلم، التي يرأسها الشيخ صلاح إنيفر، مسؤولية مدرسة للبنات المسلمات، وتقع في مقاطعتي رو دي سيليرز وكشافة وكرة القدم. في يوليو / تموز، ذهب وفد من بينهم الرئيس والأمين العام لقسم كرة القدم، ورجل صناعي باردو حبيب بن مختار، وصاحب كرة القدم الشاب سلاح دامرجي، إلى الدكتور محمد بن سالم ليطلب منه أن يأخذ زمام المبادرة من قسمهم.وكثيرا ما يكون الأطباء الأصليون من الشخصيات البارزة في الأندية الرياضية: صلاح عويج في النادي الأفريقي أو الشاذلي زويتن في رياضة الترجي في تونس.وتجتمع الجمعية العامة غير العادية للجمعية لتأسيس نادي رياضي ويأخذ اسم الملعب التونسي، على الرغم من أن سلطات المحمية تطلب في البداية اسم ستاد تونس لتجنب الإشارات القومية.

### ارتفاع في السلطة
يبدأ النادي أنشطته مع قسم واحد فقط يلعب في الفرقة الخامسة. وفي الوقت نفسه، وقال انه يبحث عن أرضية التدريب. ومن ثم تتأثر أرض باردو الرياضية، التي تعود إلى التاج البيليكل، بعد عدة خطوات من النادي إلى بلدية باردو. ثم يتم بناء غرفة مغطاة من 500 2 في ثلاثة أشهر.
في أول موسم له، وصلت في دوري الدرجة الرابعة حيث أمضى موسمين قبل الوصول إلى دوري الدرجة الثالثة، في حين تستعد للمستقبل من خلال الفوز في بطولة المتدربين التونسي في عام 1950 وعام 1951. ثم قام الفريق يتكون من محمود بن أبدساليم علي البرباش عبد الحميد عبد الباقي عمار ناهالي، الشاذلي العروسي زين البرباش طارق تشيريوي، فريد تشيريوي مختار الفرشيشي. في عام 1951، وتشارك المدرب رشيد تركي وتعزيز فريق بقيادة نور الدين ديوا علي ميلود، خميس لكحل وهيدي برايك. بعد انقطاع المسابقات في 1952 و 1953، فاز في عامين بطولة الفرقة الثالثة ثم من الدرجة الثانية والانضمام في الوطنية.
في الوقت الذي لا تزال تتطور في دوري الدرجة الثانية، وصل النادي إلى الدور نصف النهائي من كأس شمال إفريقيا بفوزه على جميع خصومه باستثناء الفائز من هذا الحدث، والرياضية نادي بيل أبس. بسرعة جدا، أصبح النادي زعيم المنافسة من خلال الفوز بسبع عناوين البطولة أو التخفيضات في غضون سبع سنوات.

## سجل البطولات
| وطني | إقليمي                                                |
| --- | ----------------------------------------------------- |
| الرابطة التونسية المحترفة الأولى لكرة القدم - بطل تونس : 1957، 1961، 1962، 1965 . - وصيف: 1960، 1963، 1979، 1984 كأس تونس لكرة القدم: - حامل الكأس : 1956، 1958، ،1960، 1962، 1966، 2003، 2024 - الوصيف : 1961، 1972، 1981، 1990. كأس السوبر التونسي - بطل: 1966 الرابطة التونسية المحترفة الثانية لكرة القدم - بطل: 2017، 2022 كأس الدوري التونسي - حامل الكأس : 2000، 2002. كأس الهادي شاكر - حامل الكأس : 1961، 1964. | - كأس أبطال الكؤوس العربية - حامل الكأس : .1989، 2002 |

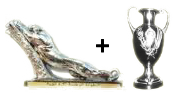
الثنائية البطولة والكأس التي حصل عليها الملعب التونسي موسم 1958/1957 و هو أول ناد تونسي يحصل على الثنائية

## الإدارة

### الرؤساء
| الفترة    | الرئيس              |
| --------- | ------------------- |
| 1953-1947 | حمادي بن سالم       |
| 1953-1953 | صالح عزيز           |
| 1957-1953 | عبد السلام المستيري |
| 1963-1957 | علي الشريف          |
| 1970-1963 | العجمي سليم         |
| 1971-1970 | محي الدين بشراوي    |
| 1972-1971 | الحبيب مختار        |
| 1987-172  | الهادي النيفر       |
| 1987-1987 | يوسف بن عمار        |
| 1990-1987 | محمد عشاب           |
| 1991-1990 | خالد سانشو          |
| 1993-1991 | الشاذلي القروي      |
| 1996-1993 | محمد عشاب           |
| 1998-1996 | المنصف الشريف       |
| 2004-1998 | جلال بن عيسى        |
| 2008-2004 | محمد عشاب           |
| 2011-2008 | محمد الدرويش        |
| 2013-2011 | كمال السنوسي        |
| 2015-2013 | أنور الحداد         |
| 2016-2015 | غازي بن تونس        |
| 2016-     | جلال بن عيسى        |

## أبرز اللاعبين القدامى
| - نور الدين ديوة - محي الدين الصغير - إبراهيم كريت - عبد الوهاب الأحمر - نجيب الإمام - محمد حشيش - عبد الحميد الهرقال - الهاشمي ساسي - جمال ليمام | - ماهر الكنزاري - أنيس العياري - أسامة السلامي - طارق العزيزي - غودوين أترام - طارق الزيادي - أمير العكروت - الأسعد الورتاني - خالد القربي |